# Homoneura borneoensis
Homoneura borneoensis är en tvåvingeart som beskrevs av Mitsuhiro Sasakawa 1991. Homoneura borneoensis ingår i släktet Homoneura och familjen lövflugor. Inga underarter finns listade i Catalogue of Life.